# Convergència Democràtica de Catalunya
Convergència Democràtica de Catalunya (CDC)  is een Catalaanse liberale en catalanistische politieke partij.
Ze werd tegen het einde van de franquistische dictatuur (1939-1975) op 17 november 1974 in Montserrat opgericht door Jordi Pujol i Soley en enige van zijn politieke vrienden.  Samen met de Unió Democràtica de Catalunya (UDC) vormt CDC het kartel Convergència i Unió (CiU). 
CDC  is een Catalaansgezinde partij, in het begin ietwat links van het politieke centrum die geleidelijk naar het centrum geëvolueerd is. De partij streeft naar een humanistisch nationalisme met een duidelijke ethische en spirituele dimensie.

## De eerste stappen in de clandestiniteit
De viering van de 75ste verjaardag van  FC Barcelona op 15 november 1974  diende als camouflage voor een clandestiene vergadering van een 125-tal politiek geëngageerde personen, op initiatief van Miquel Sellarès i Perelló en Miquel Esquirol i Clavero.  Bij de deelnemers waren onder meer: Joan Granados i Duran, Marc Taxonera i Comas, Jordi Pujol, Anton Cañellas, Jaume Casajoana i Roca, Xavier Polo, Rafael Pradas, Josep Oriol Panyella i Cortès en Lluís Maria Sunyer.  Naast een paar christelijk georiënteerde vakbondslui en leden van de confessionele UDC waren het merendeel van de aanwezigen ondernemers en zelfstandigen.
Jordi Pujol formuleerde de doelstelling van de beweging als volgt: "Fer país", een land maken met een eigen ethiek, de Catalaanse gemeenschap opbouwen, de taal (d.w.z. het Catalaans) hervormen, de Catalaanse cultuur stimuleren, de tradities versterken en een nieuwe economische mentaliteit ontwikkelen." De vergadering keurde een stellingname goed voor de democratie en de vrijheid, voor de maatschappelijke inclusie, voor de autonomie en voor de Europese promotie van Catalonië. 

## Een legale partij
In januari 1975 heeft Jordi Pujol een conferentie gehouden in de managementschool ESADE in Barcelona, waarin hij de aanwezigen oproept aan politiek te doen. In juni sluit CDC bij de Assemblea Catalana aan.  Tijdens het tweede congres in november besluiten CDC een akkoord te sluiten met de politieke partij Convergència Socialista de Catalunya om sterker te staan bij de onderhandelingen met de centrale regering. In december 1975, enkele weken na het overlijden van Franco richten alle Catalaans gezinde politieke groeperingen de Consell de Forces Polítiques de Catalunya.
Op 16 januari 1976 wordt de partij officieel opgericht. In maart volgt een derde algemene vergadering waarop een centrumlinkse en nationalistische partijprogramma goedgekeurd wordt. Jordi Pujol wordt tot secretaris-generaal met Miquel Roca als adjunct verkozen.
In januari 1977 beslist het vierde partijcongres aan de eerste democratische algemene verkiezingen in Spanje sedert 1936 deel te nemen. Op 15 juni besluiten ze een kartel (Democratisch pact voor Catalonië) op te richten, samen met het linkse Esquerra Democràtica de Catalunya (EDC) van Ramon Trias i Fargas en de PSC-Reagrupament van Josep Verde i Aldea,  met de steun van het Front Nacional de Catalunya en van Estat Català. Het kartel krijgt 522.060 stemmen en 11 afgevaardigden en 5 senatoren. Jordi Pujol en Pere Pi-Suñer worden lid van de voorlopige Catalaanse regering onder de leiding van Josep Tarradellas die uit ballingschap teruggekeerd is. In 1978, na de opheffing van de Esquerra Democràtica de Catalunya (Democratisch Links) sluiten een deel van de leden zich bij CDC aan, de rest gaat naar het republikeinse ERC.

## Kartel met UDC
In april 1978 stemt het vijfde partijcongres voor een catalanistisch en alternatief sociaaldemocratisch programma, in mei komt het tot een fusie met Esquerra Democràtica de Catalunya (EDC). De andere partner van het kartel, de Partit Socialista de Catalunya-Reagrupament fuseert met de Partit dels Socialistes de Catalunya (PSC-PSOE). Op 19 september 1978 wordt dan het kartel met Unió Democràtica de Catalunya onder naam "Convergència i Unió". Op 2 december 2001 wordt het kartel een federatie. Op 30 juni 2015 heeft UDC de federatie verlaten.
CiU wint de eerste verkiezing voor het nieuw opgerichte Catalaanse Parlement in 1980 en zal ononderbroken tot in 2003 aan de macht blijven, met Jordi Pujol als president.
In 2002 kondigt Jordi Pujol aan dat hij zich uit het politieke leven terugtrekt en wordt Artur Mas als zijn opvolger verkozen. Ofschoon CiU bij de verkiezingen van 2003 het hoogste aantal zetels behaalt, vindt de partij geen coalitiepartner en geraakt de partij in de oppositie. Er volgt een driepartijenregering van PSC, ERC en de nieuwe ecosocialistische partij ICV, die zal duren tot 2010. Bij de verkiezingen van 2010 wordt CiU opnieuw de grootste partij. Hoewel ze geen absolute meerderheid behaalt, wordt Artur Mas verkozen als president van Catalonië dankzij de onthoudingen van de PSC-PSOE. Er volgt een moeilijke legislatuur door de aanhoudende economische crisis en de moeilijke institutionele relatie met de Spaanse centrale regering met onder andere het falen van de onderhandelingen over meer fiscale autonomie. Nadat de Partido Popular (PP) weigert opnieuw steun te geven aan de begrotingsvoorstellen (zoals voorheen) en Mas geen andere partners vindt, ziet hij zich genoodzaakt het parlement te ontbinden en verkiezingen uit te schrijven. Dit gebeurt ook nadat op 11 september 2012 (de nationale feestdag van Catalonië) 1,5 miljoen Catalanen in Barcelona betogen onder het lemma 'Catalonië, nieuwe staat in Europa'. CiU en Mas besluiten dan voor 'het recht op zelfbeschikking' te kiezen (eufemisme voor onafhankelijkheid) en trekken met dit thema naar de verkiezingen. Hoewel CiU opnieuw de verkiezingen wint, verliest het zetels door haar onpopulaire besparingspolitiek. CiU kan echter opnieuw een minderheidsregering vormen, maar deze keer met de vaste steun van het republikeinse ERC, dat de Catalaanse onafhankelijkheid in haar programma heeft staan.
Op 12 december 2013 slaagt Mas erin met 64% van de parlementsleden, ook uit de oppositie, een akkoord te sluiten over de vraag en de datum voor een volksraadpleging over de Catalaanse onafhankelijkheid, een van de belangrijkste punten uit het regeringsakkoord. Alleen de PP, Ciutadans en de PSC stemmen tegen, wat tot grote discussies in die laatste partij leidt. De dubbele vraag luidt: “Wilt u dat Catalonië een Staat wordt?” en “Zo ja, wilt u dat die Staat een onafhankelijke staat wordt?” en de datum is vastgelegd op 9 november 2014. De centrale regering in Madrid is zeer sterk tegen en gaat ervan uit dat een volksraadpleging ongrondwettelijk is.

## CDC buiten Spaans Catalonië
In 2006 besluit  het Bloc Català, de catalanistische partij in Frans Catalonië zich als autonome regionale federatie bij CDC aan te sluiten. Tijdens de Franse gemeenteraadsverkiezingen van 2008 behaalt CDC 15 uitvoerende mandaten, waaronder een schepen/stadhouder in Perpinyà, en twee burgemeesters.

## Enkele prominente leden
- Max Cahner i Garcia
- Pere Esteve i Abad
- Francesc Ferrer i Gironès
- Artur Mas i Gavarró
- Felip Puig i Godes
- Jordi Pujol i Soley
- Miquel Roca i Junyent
- Miquel Strubell i Trueta